# Playa El Yankee
Playa El Yankee är en liten badort vid Stillahavskusten i södra Nicaragua. Den ligger i kommunen San Juan del Sur, mellan de närliggande badorterna Playa Hermosa och Playa El Coco.

## Aktiviteter
Playa El Yankee har utmärkta bad- och surfingmöjligheter.